# Allogymnopleurus chloris
Allogymnopleurus chloris là một loài bọ cánh cứng trong họ Bọ hung (Scarabaeidae).